# イルハン・オマル

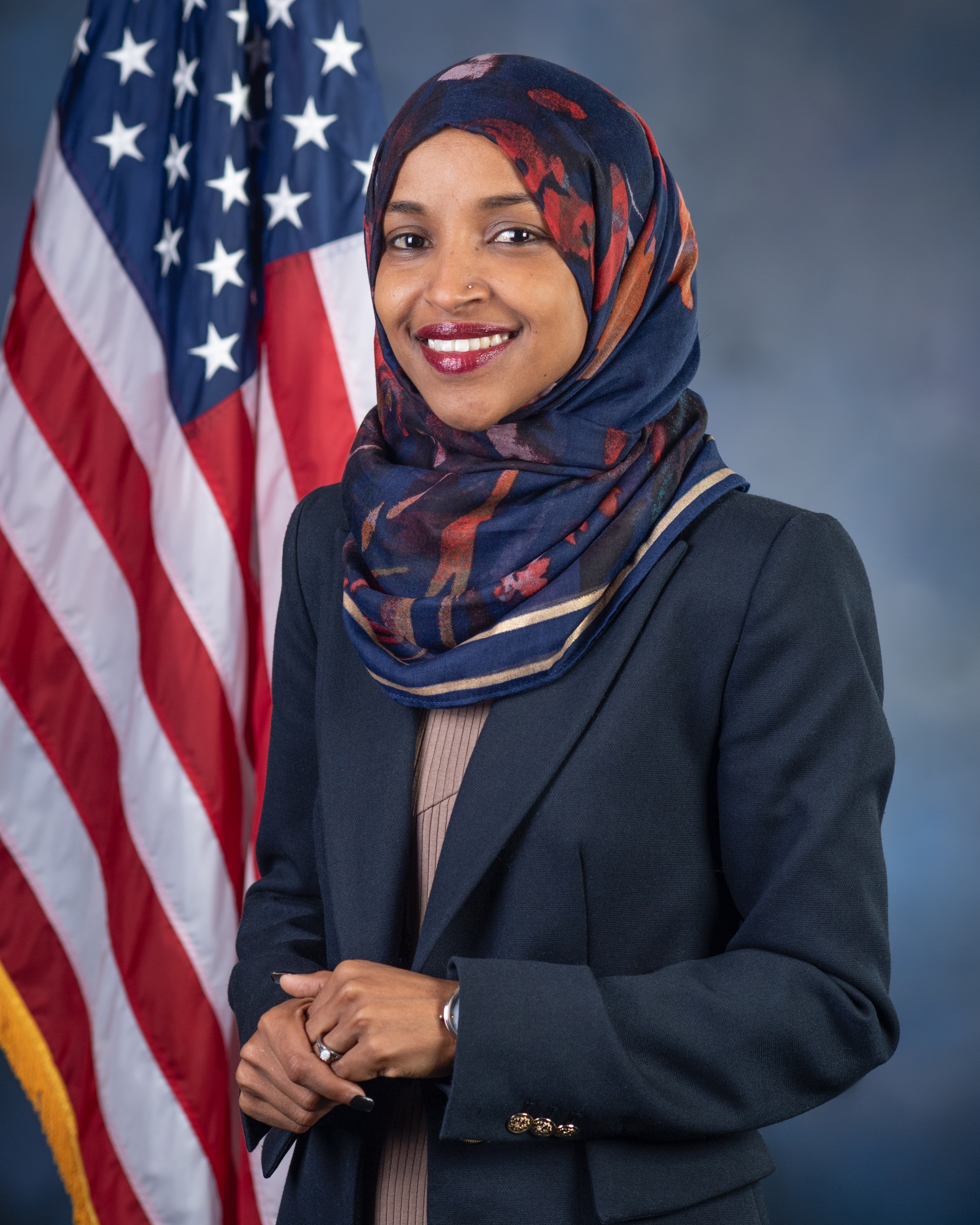
2018年

イルハン・オマル（Ilhan Omar,1982年10月4日-）は、アメリカ合衆国の政治家。2018年にラシダ・タリーブと共にムスリム女性およびソマリア出身の難民として初の連邦下院議員に選出された。

## 経歴

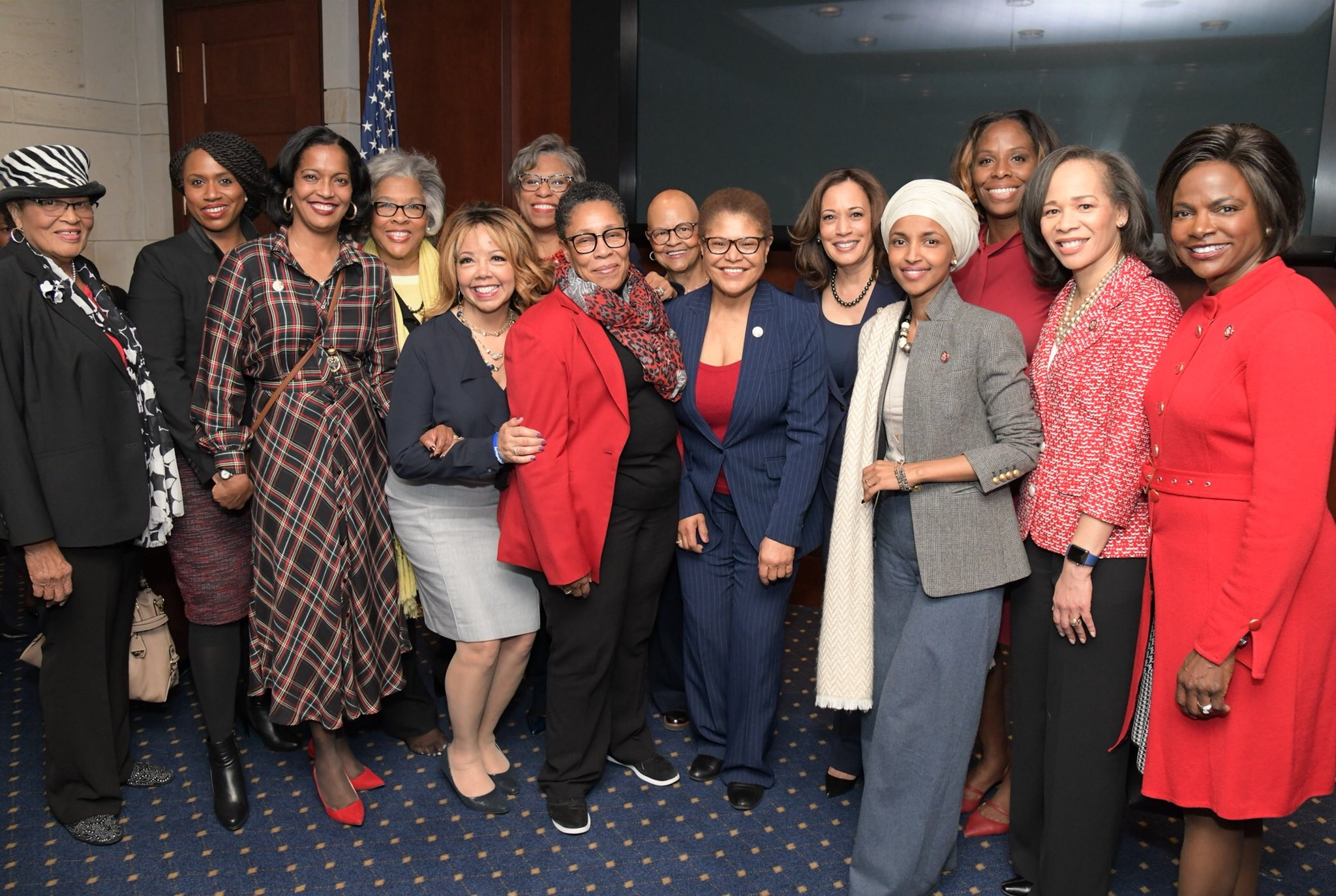
バル・デミングズ、カマラ・ハリス、アヤンナ・プレスリー、イルハン・オマル、ジャハナ・ヘイズら（2019年1月18日）

ソマリア出身。8歳の時にソマリア内戦から逃れるためにケニアへ移動。4年間難民キャンプで暮らした後、1997年に両親とともにミネソタ州へ移住した。
2012年1月10日、ミネソタ州議会の上院議員の補欠選挙で民主党のカリ・ジェジックが初当選。同年11月の上院議員選挙で、再選に向けたジェジック陣営の選挙対策本部長を務めた。ジェジックは再選。
ミネソタ州からアメリカ初のムスリム議員となったキース・エリソンの後継者として、2018年の中間選挙でミネソタ民主農民労働党（ミネソタ州の民主党組織）から下院議員に立候補し当選した。

## 下院議員としての活動
反イスラエル色を鮮明にし、ワシントンの親イスラエル派の有力なロビー団体がアメリカの政治に影響力を振るっていると批判している。イスラエルに対する批判については、民主党内からも反ユダヤ主義的で不適切と見なされることもあり、2019年の下院議会では、他国に対する米国の忠誠心や、ユダヤ人に対する差別的発言など歴史的にデリケートな問題について討論を活発にさせた。2019年3月8日には、ヘイトスピーチ全般に反対する決議を可決する原動力となり、ドナルド・トランプ大統領は「民主党は反イスラエル党になってしまった。反ユダヤ党だ」と批判した。
2019年4月、ニュージーランドで発生したクライストチャーチモスク銃乱射事件発生を受けて、アメリカ最大のイスラム人権団体「アメリカイスラム関係評議会（CAIR）」演説を行った。演説の中では、イスラム嫌悪に触れ「ずいぶん長い間、われわれは二級市民扱いという不快感を強いられており、正直に言ってうんざりしている」、「CAIRはアメリカ同時多発テロ事件の後に創設された。一部の人々があることをやらかし、われわれ全員が市民としての自由を失い始めたからだ」などと述べた点は、多くの犠牲者を出した事件を過小評価しているとして、トランプ大統領を始め保守派から強い批判を集めた。
2019年7月14日、トランプ大統領はツイッターで、民主党の非白人系の女性議員らを念頭に「もともといた国に帰り、犯罪まみれの国を立て直すのを手伝ったらどうか」と発言。さらに翌日、ホワイトハウスで行われたイベントでも報道陣に対し、「彼女らは文句しか言わない」、「彼女らは米国を嫌悪する人々だ」、「ここが嫌ならば、出ていけばいい」などと語った。この時点で特定の議員名を名指しされていなかったものの、イルハン・オマル、アレクサンドリア・オカシオ＝コルテス、ラシダ・タリーブ、アヤンナ・プレスリーの4人は同日中に記者会見を開き、トランプ大統領の発言を批判した。トランプ大統領の発言は、共和党内からも批判を招いたほか、ドイツのアンゲラ・メルケル首相も攻撃された女性議員に対して連帯意識を表明した。トランプ集会では、会場から「彼女を送り返せ」「彼女を閉じ込めろ」と合唱がおこった。
2021年2月、下院共和党はオマルが反ユダヤ主義的な発言をしたことを理由に、所属委員会から除名を求める牽制的な動きをみせた。実際、2022年の中間選挙によって共和党が下院外交委員会の多数党になると、過去のイスラエルをめぐる発言を問題視した共和党議員によって委員会を除名された。

## 批難・攻撃を受けた経験
- 2018年12月 - 下院議員としてホワイトハウスで行われた政策会議に出席した後、宿泊しているホテルに向かうタクシー内で、運転手からISISと呼ばれ、「ヘジャブを剥いでやる」という暴言で脅されたとフェイスブックで訴えた[12]。